# Liste der Monuments historiques in Saint-Mard-lès-Rouffy
Die Liste der Monuments historiques in Saint-Mard-lès-Rouffy führt die Monuments historiques in der französischen Gemeinde Saint-Mard-lès-Rouffy auf.

## Liste der Objekte
| Bezeichnung                     | Beschreibung            | Standort                       | Kennzeichnung | Schutzstatus | Datum | Bild |
| ------------------------------- | ----------------------- | ------------------------------ | ------------- | ------------ | ----- | ---- |
| Grabstein für Joachim de Mailly | Marmor, bezeichnet 1616 | in der Kirche St-Médard (Lage) | PM51000988    | Classé       | 1908  |      |